# Postintensivecaresyndroom
Het postintensivecaresyndroom (PICS) omvat een aantal gezondheidsklachten die algemeen voorkomen bij patiënten die een levensbedreigende aandoening en een opname op een intensievezorgafdeling (intensive care, ic) hebben doorgemaakt. Van de tachtigduizend patiënten die in Nederland jaarlijks op de intensive care belanden, overleeft ruim negentig procent dit, en na een jaar is ruim 77 procent nog in leven. Naar schatting zeventig procent van hen houdt jarenlang klachten. Dit geldt in nog grotere mate voor mensen die extreem lang op een ic-afdeling verblijven, zoals bij een ernstige infectie als COVID-19.
De term PICS werd rond 2010 ten minste voor een deel geïntroduceerd om aandacht te vestigen op de belangrijke disfuncties die op de lange termijn het gevolg zijn van intensieve zorg. Deze functionele beperkingen raken beter bekend, en er vindt nader onderzoek plaats om het spectrum van beperkingen te verhelderen en effectieve manieren te vinden om deze complicaties te voorkomen en herstel effectiever te bevorderen. Betere bekendheid in de medische wereld heeft ook de noodzaak aangetoond van meer hulpbronnen in ziekenhuizen en de samenleving om patiënten met PICS effectiever te kunnen identificeren en behandelen.

## Onderzoek
Omdat de meeste literatuur over intensieve zorg de gevolgen op de korte termijn behandelt (zoals overlevingskansen), was de kennis over PICS in 2013 nog betrekkelijk beperkt.
Verbeteringen in de overlevingskansen na een levensbedreigende ziekte hebben geleid tot meer aandacht voor, en onderzoek naar de langetermijngevolgen voor deze patiënten. Er zijn significante functionele beperkingen ontdekt waaraan veel overlevenden lijden.

## Symptomen
De symptomen van PICS kunnen worden gerekend tot drie categorieën:
- lichamelijk disfunctioneren
- cognitief disfunctioneren
- psychische klachten

Een patiënt met PICS heeft vaak symptomen uit meerdere categorieën tegelijk.

### Lichamelijke problemen
De best onderkende vorm van het syndroom is de lichamelijke disfunctie die algemeen bekendstaat met de Engelstalige term ICU-acquired weakness (ICU-AW). De andere lichamelijke, cognitieve en psychische belemmeringen worden minder goed onderkend en nader onderzoek is nodig om ze beter te begrijpen.
ICU-AW is een vorm van polyneuropathie die een gevolg is van langdurige immobiliteit en diepe sedatie die veel ernstig zieke intensievezorgpatiënten meemaken. Bovendien vormen ernstige infecties en ontstekingen significante risicofactoren voor het ontwikkelen van ICU-AW.
ICU-AW manifesteert zich vaak doordat de patiënt moeite heeft met het verrichten van de dagelijkse activiteiten (zoals zich bewegen in de leefomgeving, naar het toilet gaan, maaltijden bereiden en de was doen). Het onvermogen deze taken effectief uit te voeren kan bijzonder belastend zijn voor een patiënt. De beperkingen die met ICU-AW worden geassocieerd hebben een direct en negatief effect op iemands onafhankelijkheid. Het natuurlijke verloop van ICU-AW varieert, maar sommige patiënten herstellen binnen een jaar.

### Cognitieve problemen
Cognitieve belemmeringen omvatten stoornissen in het geheugen, de aandacht en probleemoplossing. Tot tachtig procent van de patiënten die een levensbedreigende ziekte overleven ervaart deze belemmeringen. Het effect van cognitieve disfunctie is significant – werkloosheid is niet ongewoon wegens de moeite met uitvoerende taken (zoals boekhouden en feiten of gebeurtenissen onthouden). De meeste patiënten met cognitieve belemmeringen die met PICS samenhangen, tonen binnen een jaar verbetering of volledig herstel.

### Psychische problemen
Depressie en angst zijn de twee meest voorkomende problemen op het gebied van de geestelijke gezondheid van patiënten met PICS. Het scala aan mogelijke problemen op dit gebied is echter veel breder: dementie, posttraumatische stressstoornis en wanen zijn ook uitingen van het syndroom. Hoewel dit nog niet geheel begrepen wordt, hebben de angsten en wanen van patiënten met PICS waarschijnlijk een relatie met valse herinneringen die sommige patiënten opdoen tijdens hun verblijf op de intensievezorgafdeling. Evenals bij ICU-AW hebben langdurige immobiliteit en diepe sedatie een belangrijk aandeel in de ontwikkeling van psychische problemen bij PICS. Ook slaapstoornissen, een algemeen probleem in de intensieve zorg, zijn hier waarschijnlijk schuldig aan. Jonge leeftijd en het vrouwelijke geslacht vormen ook risicofactoren bij problemen op het gebied van de geestelijke gezondheid bij PICS.
Het natuurlijke verloop van problemen met de geestelijke gezondheid is niet goed bekend, waarschijnlijk door het gebrek aan erkenning van deze symptomen in relatie tot verblijf op een intensievezorgafdeling. Met de juiste psychologische en psychiatrische hulp kunnen zij succesvol behandeld worden, maar uit onderzoek blijkt dat een preventieve strategie het effectiefst is. Hoewel er studies worden uitgevoerd naar de beste manier om problemen op het gebied van de geestelijke gezondheid te voorkomen en behandelen, lijken de dagelijkse ic-verslagen het meest belovend. Deze verslagen blijken effectief te zijn bij de behandeling van de wanen en valse herinneringen die sommige patiënten ontwikkelen. Werkers in de gezondheidszorg, vooral maatschappelijk werkers die gespecialiseerd zijn in intensieve zorg, kunnen bijzonder nuttig zijn bij het pleiten voor deze hulp en hierbij bemiddelen voor patiënten en hun familie.

## Invloed van PICS op de sociale omgeving
Episoden van levensbedreigende ziekte hebben ook invloed op de familie en zorgverleners, wat ook weer invloed kan hebben op degene die herstelt van de ziekte. De toenemende bekendheid van PICS heeft een aantal psychische symptomen aan het licht gebracht waaraan familieleden van ernstig zieke patiënten vaak lijden. Erkenning van deze symptomen heeft geleid tot de term PICS-familie (PICS-F). Familieleden van patiënten lijden vaak aan dezelfde spanningen als de patiënt zelf, inclusief slaapgebrek en ernstige psychologische stress. Tot dertig procent van de familieleden en zorgverleners ervaart stress, angst en symptomen van depressie die onder de categorie PICS-F vallen. Familieleden van patiënten die de opname niet overleefden, lijden vaak aan ‘uitgestelde rouw’.
De symptomen van PICS-F zijn grotendeels dezelfde als die waaraan patiënten met PICS lijden. Zij kunnen ertoe leiden dat zorgverleners niet langer aan hun eigen gezondheid denken. Familieleden kunnen zich ook overweldigd voelen als hen gevraagd wordt onverwachte beslissingen te nemen over leven en dood van hun geliefden. Na ontslag van de intensievezorgafdeling zijn voortdurende symptomen van depressie, angst en postraumatische stress eerder regel dan uitzondering voor PICS-F. Evenals de psychische problemen bij PICS, kunnen symptomen van PICS-F succesvol bestreden worden als zij tijdig worden erkend en goed behandeld worden. Net als bij PICS is zelfzorg een belangrijke component van de preventie van PICS-F. Speciale aandacht van zorgverleners, vooral intensievezorgverpleegkundigen, kan zeer behulpzaam zijn bij het identificeren van de families die een risico lopen en bij het geven van advies en hulp als dat nodig is.

## Behandeling

### Preventie
Hoewel er veelbelovende methoden zijn voor de behandeling van PICS, zou de focus op preventie moeten liggen. Waar preventieve strategieën gefaald hebben, is onderkenning van het syndroom en zijn effecten op de lange termijn een significante stap in de effectieve behandeling.
Het beperken van diepe sedatie, immobiliteit en bedrust hebben de grootste impact bij de preventie van de functionele beperkingen op de lange termijn. Aandacht voor de slaaphygiëne tijdens het verblijf op de intensievezorgafdeling lijkt ook een belangrijk aspect van de preventie. Vroegtijdige onderkenning en behandeling van delier blijkt het voorkomen van PICS te kunnen verminderen. Vroegtijdige lichaamsgerichte en bezigheidstherapie hebben een positief effect. Daarnaast is een gerichte inspanning nodig van het intensievezorgteam om bij de patiënt en de familie het belang te benadrukken van het volhouden van zelfzorg inclusief hygiëne, voldoende slaap en voeding tijdens en na het verblijf op de intensievezorgafdeling.

### Andere behandelingen en vervolgmaatregelen en hulpbronnen op de lange termijn
Omdat PICS een scala aan stoornissen omvat, zal waarschijnlijk geen enkele op zichzelfstaande behandeling adequaat alle symptomen kunnen aanpakken. Men kan de zorg inroepen van een veelheid aan professionals, onder meer eerstelijnsartsen, verpleegkundigen, lichaamsgerichte en bezigheidstherapeuten, psychiaters en psychologen, en logopedisten. Daarnaast zijn speciale follow-upklinieken voor intensievezorgpatiënten in opkomst, die een perspectief bieden voor de herkenning en beoordeling van patiënten.
Patiënten en zorgverleners moeten na het verlaten van de intensievezorgafdeling alert zijn op tekenen en symptomen van PICS en PICS-F, waaronder spierzwakte, vermoeidheid, moeite met de dagelijkse activiteiten, problemen met het geheugen of denken, angst en depressie, of nachtmerries en ongewenste herinneringen. Als deze symptomen herkend worden, kan het consulteren van een huisarts of andere zorgverlener helpen. Veel andere specialisten kunnen ingeschakeld worden om te helpen bij het herstel. Patiënten en hun familie die vragen of zorgen hebben met betrekking tot PICS of PICS-F kunnen zich tot hun plaatselijke ziekenhuis en de intensievezorgafdeling wenden.